# Michael Westenberger

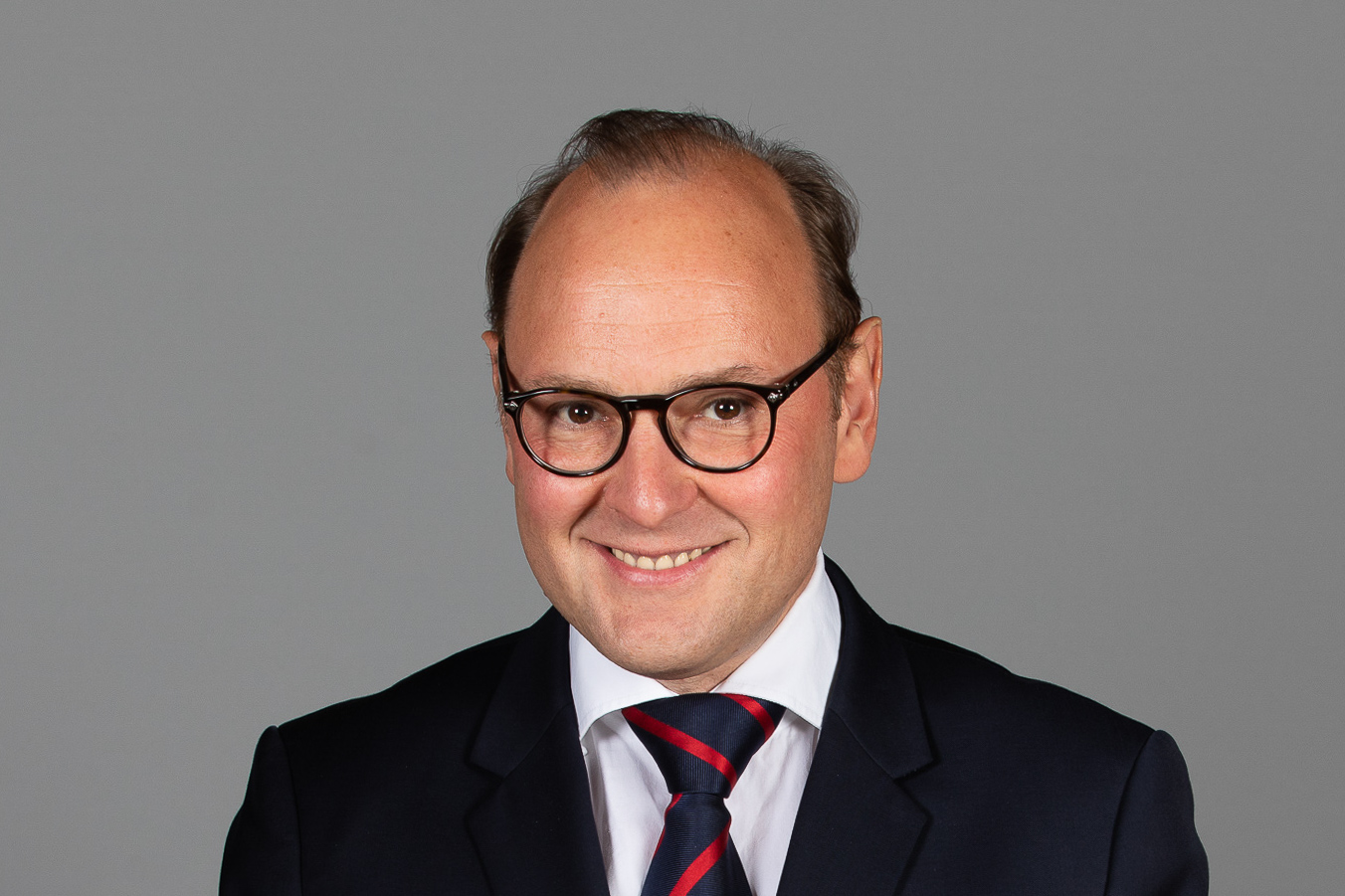
Michael Westenberger 2018

Michael Westenberger (* 16. Juni 1968 in Schleswig) ist ein deutscher Politiker (CDU) und war von 2015 bis 2020 Mitglied der Hamburgischen Bürgerschaft.

## Leben
Westenberger studierte zunächst sieben Semester Rechtswissenschaft in Bayreuth. Ab 1994 setzte er das Studium in Hamburg fort und schloss es mit dem Magister iuris ab. Ab 1998 arbeitete er als wissenschaftlicher Mitarbeiter. Von 2004 bis 2014 war er als Projektmanager für ein Immobilienunternehmen tätig. Danach trat er in die Selbständigkeit ein. 2017 heiratete er seine Lebensgefährtin.

## Politik
Seit 1995 engagierte sich Westenberger im Landesverband der CDU Hamburg. Ab 1997 gehörte er der Bezirksversammlung Eimsbüttel an, ab 2004 als Vorsitzender der CDU-Bezirksfraktion. Bei seiner politischen Arbeit spezialisierte er sich auf Stadtentwicklung und Bebauungsplanverfahren. Ab 2006 war er Ortsvorsitzender der CDU-Harvestehude/Rotherbaum. Er war außerdem Beisitzer des Landesvorstandes der CDU Hamburg.
2008 und 2011 kandidierte Westenberger erfolglos bei der Hamburger Bürgerschaftswahl. Bei der Bürgerschaftswahl 2015 erlangte er mit 20.067 Stimmen ein Direktmandat im Wahlkreis 5 Rotherbaum – Harvestehude – Eimsbüttel-Ost. In der 21. Bürgerschaft gehörte er dem Innenausschuss, Haushaltsausschuss, Eingabenausschuss, Verfassungs- und Bezirksausschuss sowie Europaausschuss an. Er saß auch im Sonderausschuss zu gewalttätigen Ausschreitungen rund um den G20-Gipfel in Hamburg.
Bei der Bürgerschaftswahl 2020 trat Westenberger erneut im Wahlkreis 5 an. Die für ihn und seine Parteimitglieder abgegebenen Stimmen reichten jedoch nicht aus, die drei Direktmandate gingen an SPD, Grüne und Die Linke.
Westenberger ist als Schatzmeister im Vorstand des CDU-Kreisverbands Eimsbüttel tätig, in den er 2018 gewählt wurde.